# 艷后星
艷后星（216 Kleopatra）是一颗位于小行星带的小行星，是約翰·帕利扎于1880年4月10日发现的。
該小行星以埃及女王克麗奧佩脫拉七世命名。

## 衛星
毛納基山天文台於2008年9月19日以凱克Ⅱ望遠鏡發現了兩顆衛星，並分別給予天文學臨時編號S/2008 (216) 1和S/2008 (216) 2。而後於2011年2月時以克麗奧佩脫拉七世和馬克·安東尼的孩子亞歷山大·赫利俄斯以及克婁巴特拉·塞勒涅二世命名。